# Marlay Park
Marlay Park (en gaélique, Páirc Mharlaí) est un parc public de 86 acres situé à Rathfarnham (Dún Laoghaire–Rathdown, Irlande). Il se trouve à environ neuf kilomètres du centre de Dublin.
Le parc comporte des espaces de détentes, des pistes pour la promenade, des courts de tennis, un terrain de golf de neuf trous, six terrains de football et des parcs pour enfants. Un petit train permet de traverser le parc.
Le parc est aussi utilisé pour des concerts.